# HD 177809
HD 177809，又名BD+30 3409，SAO 67781、HR 7238，是一颗恒星，视星等为6.06，位于銀經62.05，銀緯10.83，其B1900.0坐标为赤經19h 1m 6.9s，赤緯+30° 10.83′ 58″。